# Liste der Nummer-eins-Hits in Dänemark (1996)
Diese Liste enthält alle Nummer-eins-Hits in Dänemark im Jahr 1996. Es gab in diesem Jahr 13 Nummer-eins-Singles.

## Singles
| ← 1995 ← | Liste der Nummer-eins-Hits in Dänemark | Liste der Nummer-eins-Hits in Dänemark | Liste der Nummer-eins-Hits in Dänemark | 1997 →                          |
| \| Zeitraum \| Wo. ges. \| Interpret \| Titel Autor(en) \| Zusätzliche Informationen \| \| (Zeitraum, Wochen auf Platz eins, Interpret, Titel, Autor[en], zusätzliche Informationen) \| \| \| \| \| \| ----------------------------------------------------------------------------------------- \| -------- \| ----------------------- \| --------------------------------------------------------------------------------------------------------------------------------------------------------------------------------- \| ------------------------------- \| \| 9. November 1995 – 24. Januar 1996 11 Wochen \| 11 \| Coolio feat. L. V. \| Gangsta’s Paradise Stevie Wonder, Artis L. Ivey Jr., Douglas B. Rasheed, Larry James Sanders \| – \| \| 25. Januar 1996 – 31. Januar 1996 1 Woche \| 1 \| Everything but the Girl \| Missing (Todd Terry Remix) Ben Watt, Tracey Anne Thorn \| – \| \| 1. Februar 1996 – 10. April 1996 10 Wochen \| 10 \| Babylon Zoo \| Spaceman Jasbinder Singh Mann \| – \| \| 11. April 1996 – 24. April 1996 2 Wochen \| 2 \| Take That \| How Deep Is Your Love Barry Gibb, Robin Gibb, Maurice Gibb \| Im Original von Bee Gees. \| \| 25. April 1996 – 8. Mai 1996 2 Wochen \| 2 \| Robert Miles \| Children Roberto Concina \| – \| \| 9. Mai 1996 – 5. Juni 1996 4 Wochen \| 4 \| DJ Dado \| The X-Files Mark Snow \| – \| \| 6. Juni 1996 – 19. Juni 1996 2 Wochen \| 2 \| Metallica \| Until It Sleeps James Hetfield, Lars Ulrich \| – \| \| 20. Juni 1996 – 17. Juli 1996 4 Wochen \| 4 \| Los del Río \| Macarena (Bayside Boys Remix) Antonio Romero Monge, Rafael Ruiz Perdigones \| – \| \| 17. Juli 1996 – 27. August 1996 6 Wochen \| 6 \| The Fugees \| Killing Me Softly Musik: Charles Fox; Text: Norman Gimbel \| Im Original von Lori Lieberman. \| \| 28. August 1996 – 6. November 1996 10 Wochen \| 10 \| Spice Girls \| Wannabe Matthew Paul Rowbottom, Richard Frederick Stannard, Melanie Janine Brown, Victoria Caroline Beckham, Geraldine Estelle Halliwell, Emma Lee Bunton, Melanie Jayne Chisholm \| – \| \| 7. November 1996 – 4. Dezember 1996 4 Wochen \| 4 \| No Mercy \| Where Do You Go Musik: Franz Reuther; Text: Franz Reuther, Peter Bischof-Fallenstein \| – \| \| 5. Dezember 1996 – 11. Dezember 1996 1 Woche (insgesamt 5) \| 5 \| Aqua \| Roses Are Red Søren Rasted, Claus Norreen, René Dif, Lene Nystrøm, Hartmann & Langhoff \| – \| \| 12. Dezember 1996 – 1. Januar 1997 3 Wochen \| 3 \| The Prodigy \| Breathe Musik: Liam Howlett; Text: Keith Flint, Keith Andrew Palmer, Liam Howlett \| – \| |                                        |                                        | |                                 |
| ← 1995 |                                        |                                        | | → 1997 →                        |
| Zeitraum | Wo. ges.                               | Interpret                              | Titel Autor(en) | Zusätzliche Informationen       |
| (Zeitraum, Wochen auf Platz eins, Interpret, Titel, Autor[en], zusätzliche Informationen) |                                        |                                        | |                                 |
| 9. November 1995 – 24. Januar 1996 11 Wochen | 11                                     | Coolio feat. L. V.                     | Gangsta’s Paradise Stevie Wonder, Artis L. Ivey Jr., Douglas B. Rasheed, Larry James Sanders                                                                                      | –                               |
| 25. Januar 1996 – 31. Januar 1996 1 Woche | 1                                      | Everything but the Girl                | Missing (Todd Terry Remix) Ben Watt, Tracey Anne Thorn | –                               |
| 1. Februar 1996 – 10. April 1996 10 Wochen | 10                                     | Babylon Zoo                            | Spaceman Jasbinder Singh Mann | –                               |
| 11. April 1996 – 24. April 1996 2 Wochen | 2                                      | Take That                              | How Deep Is Your Love Barry Gibb, Robin Gibb, Maurice Gibb | Im Original von Bee Gees.       |
| 25. April 1996 – 8. Mai 1996 2 Wochen | 2                                      | Robert Miles                           | Children Roberto Concina | –                               |
| 9. Mai 1996 – 5. Juni 1996 4 Wochen | 4                                      | DJ Dado                                | The X-Files Mark Snow | –                               |
| 6. Juni 1996 – 19. Juni 1996 2 Wochen | 2                                      | Metallica                              | Until It Sleeps James Hetfield, Lars Ulrich | –                               |
| 20. Juni 1996 – 17. Juli 1996 4 Wochen | 4                                      | Los del Río                            | Macarena (Bayside Boys Remix) Antonio Romero Monge, Rafael Ruiz Perdigones | –                               |
| 17. Juli 1996 – 27. August 1996 6 Wochen | 6                                      | The Fugees                             | Killing Me Softly Musik: Charles Fox; Text: Norman Gimbel | Im Original von Lori Lieberman. |
| 28. August 1996 – 6. November 1996 10 Wochen | 10                                     | Spice Girls                            | Wannabe Matthew Paul Rowbottom, Richard Frederick Stannard, Melanie Janine Brown, Victoria Caroline Beckham, Geraldine Estelle Halliwell, Emma Lee Bunton, Melanie Jayne Chisholm | –                               |
| 7. November 1996 – 4. Dezember 1996 4 Wochen | 4                                      | No Mercy                               | Where Do You Go Musik: Franz Reuther; Text: Franz Reuther, Peter Bischof-Fallenstein                                                                                              | –                               |
| 5. Dezember 1996 – 11. Dezember 1996 1 Woche (insgesamt 5) | 5                                      | Aqua                                   | Roses Are Red Søren Rasted, Claus Norreen, René Dif, Lene Nystrøm, Hartmann & Langhoff                                                                                            | –                               |
| 12. Dezember 1996 – 1. Januar 1997 3 Wochen | 3                                      | The Prodigy                            | Breathe Musik: Liam Howlett; Text: Keith Flint, Keith Andrew Palmer, Liam Howlett                                                                                                 | –                               |